# Peter J. Brennan

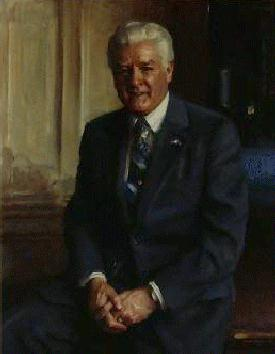
Peter J. Brennan

Peter Joseph Brennan (* 24. Mai 1918 in New York City; † 2. Oktober 1996 in Massapequa, Long Island, New York City) war ein US-amerikanischer Gewerkschaftsfunktionär und Politiker.

## Biografie
Brennan diente während des Zweiten Weltkrieges als Chief Petty Officer auf einem Unterseeboot der United States Navy im Pazifikkrieg. Nach seiner Rückkehr aus dem Krieg wurde er zunehmend in Gewerkschaften aktiv.
1957 wurde er zum Präsidenten der Baugewerkschaft von New York City (Building and Construction Trades Council of Greater New York) gewählt, einer Dachorganisation mit mehr als 250.000 Mitgliedern zu dieser Zeit. Zeitgleich war er auch Präsident der Baugewerkschaft des Bundesstaates sowie Vizepräsident des Dachverbandes der Gewerkschaften (AFL-CIO) im Bundesstaat New York.
Er erreichte landesweite Bekanntheit, als er 1970 eine Massendemonstration von 100.000 Bauarbeitern zur Unterstützung der Vietnamkriegpolitik von US-Präsident Richard Nixon organisierte. Eine Gegendemonstration von Vietnamkriegsgegnern führte zu einem Zusammenstoß mit den Arbeitern, bei dem zahlreiche Kriegsgegner verletzt wurden. Nixon lud Brennan anschließend ins Weiße Haus ein, wo der Präsident ihm als Dank für die Unterstützung einen weißen Schutzhelm mit der US-Flagge und der Aufschrift „Oberkommandierender“ (Commander in Chief) überreichte. Die Verbindungen zu den traditionell eher demokratisch geprägten Gewerkschaften trugen mit zum landesweiten Erfolg Nixons bei der Präsidentschaftswahl 1972 bei.
Kurze Zeit nach der Wiederwahl wurde Brennan am 2. Februar 1973 von Nixon als Arbeitsminister (Secretary of Labor) ins Kabinett berufen. Während seiner Amtszeit als Arbeitsminister setzte er sich für die Stärkung der Rentenabsicherung sowie den Arbeitsschutz ein. Allerdings kam es zu heftigen Auseinandersetzungen mit dem Präsidenten der AFL-CIO, George Meany, wegen seiner Mindestlohnpolitik. Er behielt das Amt des Arbeitsministers bis zu seiner Entlassung durch Präsident Gerald Ford am 15. März 1975. Den von Ford angebotenen Posten des US-Botschafters in Irland lehnte Brennan ab.
Stattdessen kehrte er nach New York zurück, wo er erneut zum Präsidenten der Bauarbeitergewerkschaft gewählt wurde; diesen Posten hatte er bis 1992 inne, als er in den Ruhestand ging. Vier Jahre später starb Brennan an Lymphdrüsenkrebs.